# Айдарли (Мойинкумський район)
Айдарли́ (каз. Айдарлы) — село у складі Мойинкумського району Жамбильської області Казахстану. Адміністративний центр та єдиний населений пункт Кенеського сільського округу.
Населення — 2305 осіб (2021; 1907 у 2009, 1996 у 1999, 2065 у 1989).
До 2017 року село називалось Кенес.